# 勞亞龍形類
勞亞龍形類（Laurasiformes）意為「勞亞大陸的外形」，是蜥腳下目大鼻龍類恐龍的一個演化支，生存於白堊紀早期（巴列姆階到阿爾比階）的歐洲與北美洲。在2010年，José Luis Barco Rodríguez建立這個演化支，包含：阿拉果龍、加爾瓦龍、布萬龍、塔斯塔維斯龍（Tastavinsaurus）、毒癮龍、可能還有雪松龍，被歸類於圓頂龍形類（Camarasauromorpha），但不屬於巨龍形類。在2011年，奧利佛·勞赫（Oliver W. M. Rauhut）、迪亞戈·玻爾（Diego Pol）等人提出特維爾切龍以及其他屬，都屬於勞亞龍形類。同年，其他研究人員提出不同意見，認為雪松龍、毒癮龍、塔斯塔維斯龍都屬於勞亞龍形類，而勞亞龍形類被歸類於巨龍形類。